# Betafit
|  | Dieser Artikel wurde aufgrund von formalen Mängeln an Gestaltung bzw. Form und/oder inhaltlichen Mängeln auf der Qualitätssicherungsseite des WikiProjekts Minerale eingetragen. Dies geschieht, um die Qualität der Artikel aus dem Themengebiet Mineralogie auf ein akzeptables Niveau zu bringen. Dabei kann es auch vorkommen, dass Artikel gelöscht werden, die sich nicht signifikant verbessern lassen (siehe dazu auch Wikipedia:Was Wikipedia nicht ist). Sei mutig und hilf mit, die inhaltlichen Mängel dieses Artikels zu beseitigen. |

Betafit (auch Mendelejewit oder Blomstrandit) ist ein selten vorkommendes Mineral aus der Mineralklasse der Oxide und Hydroxide. Es kristallisiert im kubischen Kristallsystem mit der chemischen Zusammensetzung (Ca,U)2(Ti,Nb,Ta)2(O,OH)7  und entwickelt meist oktaedrische Kristalle, aber auch massige Mineral-Aggregate und krustige Überzüge von zunächst gelber, roter oder grünlichbrauner Farbe, die sich im Laufe der Zeit durch metamikte Zerstörung in durchgehendes braun bis schwarz ändert.

## Besondere Eigenschaften
Betafit ist durch seinen Urangehalt stark radioaktiv mit einer spezifischen Aktivität von etwa 31 kBq/g auf (zum Vergleich: natürliches Kalium 0,0312 kBq/g).

## Etymologie und Geschichte
Erstmals beschrieben wurde Betafit 1912 von Antoine Lacroix. Er benannte das Mineral nach seiner Typlokalität Betafo auf Madagaskar.

## Klassifikation
In der veralteten 8. Auflage der Mineralsystematik nach Strunz gehörte der Betafit zur Mineralklasse der „Oxide und Hydroxide“ und dort zur Abteilung „M2O3- und verwandte Verbindungen“, wo er gemeinsam mit Bariopyrochlor, Ceriopyrochlor-(Ce), Pyrochlor, Yttrobetafit-(Y) und Obruchevith in der „Pyrochlor-Reihe, Nb > Ta“ mit der Systemnummer IV/C.09a steht.
Im zuletzt 2018 überarbeiteten „Lapis-Mineralienverzeichnis“ ist der Betafit noch nicht aufgeführt.
Auch in der seit 2001 gültigen und von der IMA bis 2009 aktualisierten 9. Auflage der Strunz’schen Mineralsystematik hat der Betafit keinen Eintrag.
In der vorwiegend im englischen Sprachraum gebräuchlichen Systematik der Minerale nach Dana hat Betafit die System- und Mineralnummer 08.02.03.01. Das entspricht der Klasse der „Oxide und Hydroxide“ und dort der Abteilung „Mehrfache Oxide mit Nb, Ta und Ti“. Hier findet er sich innerhalb der Unterabteilung „Mehrfache Oxide mit Nb, Ta und Ti mit der Formel A2(B2O6)(O,OH,F)“ in der „Pyrochlorgruppe (Betafit-Untergruppe; 2(Ti)>(Ta+Nb))“, in der auch Yttrobetafit-(Y), Plumbobetafit, Stibiobetafit und Calciobetafit eingeordnet sind.

## Bildung und Fundorte

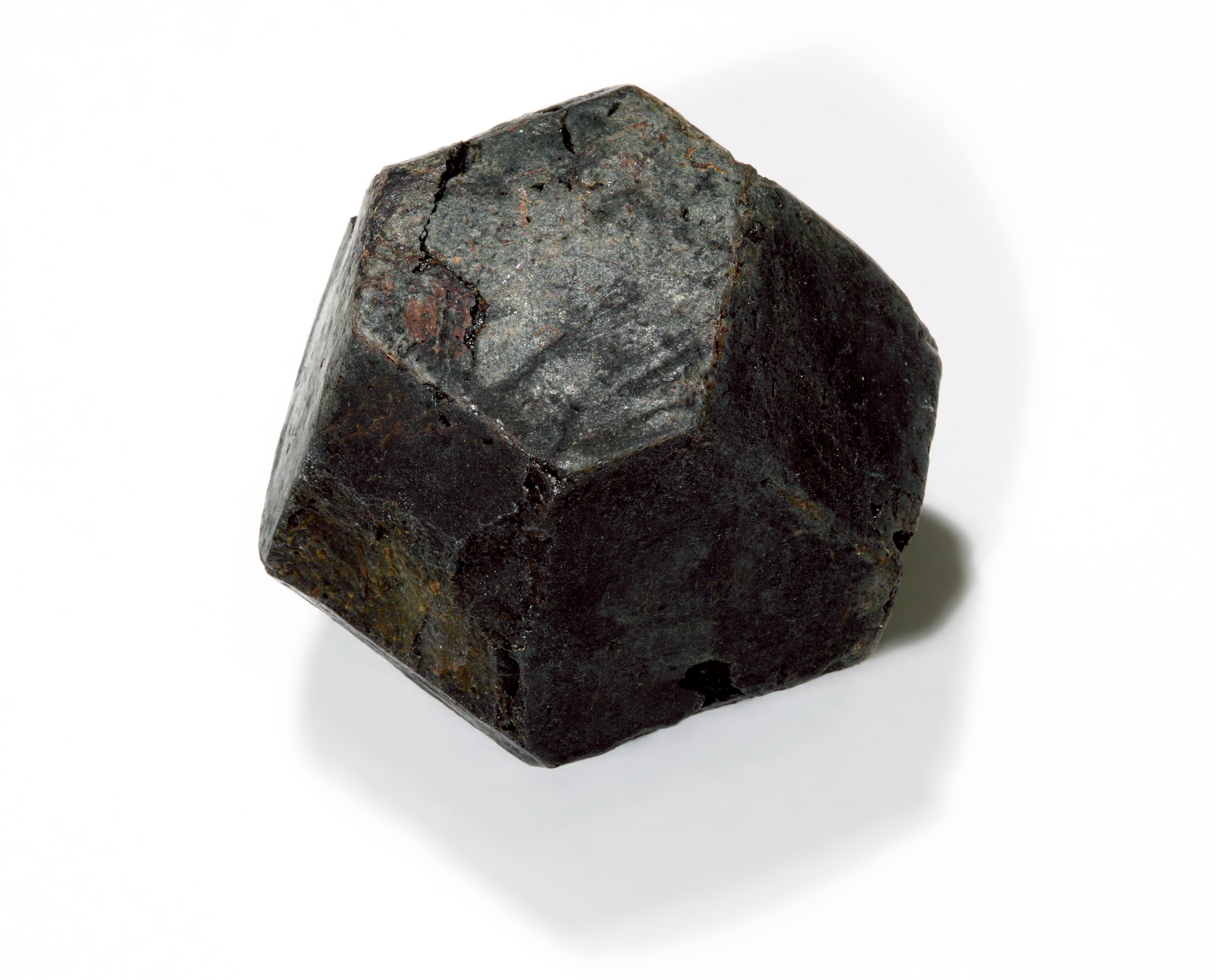
Betafit-Kristall (Oktaederstumpf). Fundort Bancroft, Ontario, Kanada

Betafit bildet sich überwiegend primär in granitischen Pegmatiten und selten auch in Karbonatiten. Begleitminerale sind unter anderem Allanit, Beryll, Biotit, Magnetit, Mikroklin, Quarz, Thorit, Titanit und Zirkon.
Große Kristalle mit bis zu sechs Kilogramm Gewicht finden sich an seiner Typlokalität Betafo auf Madagaskar. Weitere Fundorte auf dieser Insel sind Fianarantsoa, Mahajanga und Toliara. Weltweit trat Betafit bisher (Stand: 2009) an folgenden Fundorten auf:
South Australia (Hot Springs area) in Australien; Minas Gerais in Brasilien; Jiangxi, Liaoning und Sichuan in China; Kropfmühl (Bayern) und die Eifel (Rheinland-Pfalz) in Deutschland; Südfinnland; Kitaa in Grönland; Barima-Waini in Guyana; Neapel, Viterbo, Lombardei und Piemont in Italien; bei Kribi in Kamerun; Bancroft (Ontario) („Silver Crater Mine“ mit Kristallgrößen bis 10 cm) und Québec (Abitibi, Oka) in Kanada; bei Chitipa in Malawi; Oaxaca in Mexiko; Zambezia in Mosambik; Kangwŏn-do in Nordkorea; Aust-Agder und Telemark in Norwegen; Schlesien in Polen; Ostsibirien und Oblast Murmansk in Russland; Mintaqah 'Asir in Saudi-Arabien; Kanton Graubünden in der Schweiz; bei Banská Bystrica in der Slowakei; Südafrika; Alai in Tadschikistan; Böhmen und Mähren in Tschechien; sowie in verschiedenen Regionen der USA.
Auch im Mare Crisium auf dem Mond wurden Mineralproben von Betafit während der Luna-Mission 24 mitgebracht.

## Kristallstruktur
Betafit kristallisiert im kubischen Kristallsystem in der Raumgruppe {\displaystyle Fd{\bar {3}}m} mit dem Gitterparameter a = 10,1579 Å sowie 10 Formeleinheiten pro Elementarzelle.